# Hanover Law Review
Die Hanover Law Review (HanLR) ist die studentische Fachzeitschrift der Juristischen Fakultät der Universität Hannover. Wie andere Zeitschriften des Typs Law Review wird die Zeitschrift von Studenten der Rechtswissenschaften verfasst und hat unter diesen ihr Publikum. Die Zeitschrift erscheint seit 2018 vierteljährlich in gedruckter Form und online.

## Geschichte
Im Juli 2017 traf sich eine Gruppe Studierender der Universität Hannover, um über die Idee einer studentisch geführten Ausbildungszeitschrift nach dem Vorbild der amerikanischen Law Reviews zu diskutieren. Der Trägerverein Hanover Law Review e.V. wurde im November 2017 gegründet. Die erste Ausgabe der Zeitschrift erschien im Frühjahr 2018. Im Laufe der Zeit wurde ein mehrstufiger Korrekturzyklus, eigene Software und spezialisierte Redaktionsleitungen eingeführt. Seit ihrer Gründung hat sich die HanLR von einer losen Gruppe von Studierenden zu einer Redaktion mit mehr als 60 Personen entwickelt. Alle Mitglieder des Vereins studieren Rechtswissenschaften an der Universität Hannover.
Für seine Zeitschrift und „herausragende Leistung auf dem Gebiet der Wissenschaft und juristischen Lehre“ wurde der Hanover Law Review e. V. 2019 mit dem Niedersächsischen Wissenschaftspreis in der Kategorie „Studierende“ ausgezeichnet. Der Preis wird alljährlich in verschiedenen Kategorien verliehen, ist mit einem Preisgeld dotiert und soll wissenschaftlich herausragendes sowie ehrenamtliches Engagement würdigen. Besonders hervorgehoben von der Jury wurden die Entscheidung der Woche (EdW), die politische Unabhängigkeit sowie der Qualitätsanspruch an den Inhalt der Zeitschrift.
Die HanLR wurde im November 2022 von JURios zusammen mit dem Bucerius Law Journal und der Freilaw als eine Ausbildungszeitschrift für das Jurastudium empfohlen.

## Organisation und Redaktion
Das oberste Organ bildet der aus drei Personen bestehende Vorstand, der den Trägerverein rechtlich nach außen vertritt. Die Organisation der Zeitschrift übernehmen die Chefredakteure sowie die jeweiligen Redaktionsleiter. Für die Öffentlichkeitsarbeit des Vereins und der Zeitschrift ist das Management zuständig. 
Alle Vereinsmitglieder (auch Vorstand, Organisation und Management) sind Redaktionsmitglieder. Sie sind für das Schreiben und Lektorieren von Beiträgen und Entscheidungsbesprechungen zuständig. Sie unterteilen sich in die drei großen Rechtsgebiete Zivilrecht, Strafrecht und öffentliches Recht. Jedes Rechtsgebiet hat eigene Redaktionsleiter, die für die Verteilung der Beiträge zuständig sind. Dadurch werden in jeder Ausgabe alle drei Rechtsgebiete behandelt und in ihrem Umfang gleich gewichtet.
Der wissenschaftliche Beirat besteht aus den Professoren Timo Rademacher, Christian Wolf und Sascha Ziemann.

## Erscheinungsweise und Vertrieb
Die Ausgaben der HanLR erscheinen vierteljährlich jeweils zum Quartalsende.
Die erste Printausgabe der Hanover Law Review erschien im März 2018. Die Auflagenhöhe beträgt zwischen 500 und 700 Druckexemplare pro Ausgabe. Damit ist die HanLR eine der auflagenstärksten und größten Law Reviews Deutschlands. Der Vertrieb der Zeitschrift erfolgt direkt am juristischen Campus der Universität Hanover und bundesweit über das Internet. Außerdem erhalten sämtliche Sponsoren ein kostenloses Exemplar, ebenso wie diverse Anwaltskanzleien und Bibliotheken. 
Die Zeitschrift ist als Bezugsquelle bei dejure.org registriert und hinterlegt.
Seit Juni 2018 erscheint die Hanover Law Review auch als Online-Zeitschrift, die über die Website des Vereins kostenlos im PDF-Format abrufbar ist.